# Кузьмін Дмитро Валерійович
Кузьмін Дмитро Валерійович (нар. 2 березня 1986, Полтава) — український плавець, лижник. Майстер спорту України міжнародного класу.

## Біографія
Кузьмін Дмитро Валерійович народився 2 березня 1986 року у м. Полтава. З 8 років займається плаванням. З 24 років почав займатися лижами. Навчався у Харківській державній академії фізичної культури.

## Спортивна кар'єра
У 1999 році дебютував на міжнародній арені у Німеччині. На Чемпіонаті світу 2006 року (Дурбан, ПАР) він виборов «золото» в естафеті 4×100 м, вільним стилем. Дмитро є багаторазовим чемпіоном і призером Чемпіонатів України з плавання.
Дмитро почав займатися гірськолижним спортом з 2011 року. Здобув «бронзу» на дебютному Кубоку Європи (Ландграаф, Нідерланди). 2012 року на Кубках світу отримав «бронзу» у слаломі. 2013 року на Чемпіонаті світу в Ла Моліна (Іспанія) зайняв 7-е місце (слалом) та 13-е місце (слалом-гігант). Того ж року він став бронзовим призером Кубку світу.
У 2014 році взяв участь у міжнародному турнірі, де виборов срібну медаль. Він став першим українцем, який буде змагатися у нозології слабо зрячих спортсменів у гірськолижному спорті.

## Олімпійські медалі

### 2004
- Плавання — естафета 4×100 м вільним стилем
- Плавання — дистанція 100 м брасом